# Contea di Ballard
La contea di Ballard in inglese Ballard County è una contea dello Stato del Kentucky, negli Stati Uniti. La popolazione al censimento del 2000 era di 8 286 abitanti. Il capoluogo di contea è Wickliffe e la città più popolosa è LaCenter.

## Località

### Città
- Barlow
- Blandville
- Kevil
- LaCenter
- Wickliffe